# قصر لويس الرابع عشر
قصر لويس الرابع عشر هو قصر تم تشييده بين عامي 2008 و2011  في بلدية لو فيسين في إقليم الايفلين في منطقة إيل-دو-فرانس.
تم بناء القصر من قبل شركة التطوير العقاري كوجيماد المملوكة لرجل الأعمال عماد خاشقجي (ابن عم تاجر السلاح عدنان خاشقجي)، وذلك باستخدام تقنيات ومواد حرفية يدوية تقليدية. يقع القصر بين مدينيتي فرساي ومارلي لو روا، ويمتد على مساحة 23 هكتارا (57 فدانا)، ومُحاط بسور وخنادق، وتبلغ المساحة الكلية للملكية 7000 متر2 (75,350 قدم2)، 5000 متر2 (53800   قدم2) منها مساحة المعيشة. يشيد مكان الإقامة بالعديد من أشكال لويس الرابع عشر ملك فرنسا ويقف على أرض كانت ذات يوم جزءًا من ملكية فرساي.
سبق لشركة عماد خاشقجي ترميم كل من قصر روز في لو فيسينيت وقصر دو فيردورون في مارلي لو روا. تم بناء قصر لويس الرابع عشر في لوفيسين مكان شاتو دي كامب، بهدف بناء منزل حديث ذي عناصر تحكم عالية التقنية  مع مظهر تصميم ومواد بناء مستوحاة من القرن السابع عشر.
في عام 2015 قام وزير الدفاع السعودي الأمير محمد بن سلمان بشراء القصر مقابل 301 مليون دولار أمريكي، وهو رقم قياسي عالمي في مجال العقارات السكنية.

## التاريخ
في أواخر القرن السابع عشر، كانت الملكية التي شُيِّد فيها قصر لويس الرابع عشر مؤلفة من عدة قطع أراضي وبساتين كستناء وغابات.
خلال هذه الفترة، قرر الملك لويس الرابع عشر بناء قصر في منطقة مارلي لو روا التي تقع في محيط أخضر خصب؛ بحيث يلتجئ إليه بانتظام للعثور على السلام والهدوء اللذان يفتقر إليهما قصر فرساي.
في وقت لاحق، أنشأ الحرس السويسري المكلف حينها بضمان أمن قصر دو مارلي، معسكرا المكان الحالي لقصر لويس الرابع عشر، وسُمي المُعسكر «معسكر الفوج الملكي» أو «معسكر مارلي»، اختفى المعسكر في منتصف القرن الثامن عشر، وعانى قصر دو مارلي إبان فترة الثورة الفرنسية.

## الحرف والحرفيين
في 2011 انتهت أعمال البناء في القصر والتي قام بها 120 عاملا. شارك في مشروع إعادة بناء القصر العديد من الحرفيين الأكفاء والشركات المختصة. جمع المشروع الجديد في تفاصيله العديد من الحرف التقليدية التالية:

### البناء الحجري
تم استخدام 860م3 (30.370 قدم3) من الأحجار الطبيعية الضخمة مقسمة على النحو التالي:
- 80م3 (2800 قدم3) من الحجر الجيري لانفين.
- 175م3 (6000 قدم3) من الحجر الجيري سان ماكسيم.
- 605م3 (21300 قدم3) من الحجر الجيري سان ماكسيم.

تم استخدام الأحجار في صنع الدرابزينات، الطاولات المنحوتة، الأواني ورؤوس الأعمدة المنحوتة.

### الرخام
تم استخدام عدة أنواع من الرخام في البناء بأشكال مختلفة:
- رخام سانت لوران الأسود: هيرولت - فرنسا
- رخام سيينا الأصفر: توسكانا - إيطاليا
- الرخام الأخضر العتيق: وادي أوستا - إيطاليا
- الكرز الأحمر: بلجيكا
- رخام كولماندينا: توسكانا - إيطاليا
- رخام سالومي: تركيا
- رخام ليفانتي الأحمر: ليغوريا - إيطاليا
- ماكوبا كوارزيت: البرازيل
- رخام ألبينا الوردي: البرتغال
- سليكات الألمنيوم: البرازيل
- العقيق الوردي: إيران
- روج دي فرانس: هيرولت - فرنسا
- كالكاتا توبازيو: توسكانا - إيطاليا
- الخيزران الأخضر: البرازيل

### الساعة
بالنسبة لواجهة القصر، كلف عماد خاشقجي صُناع الساعة بإنشاء ساعة برونزية ضخمة وساعة مينا مماثلة لتلك الموجودة على واجهة قصر فرساي.

### الرسوم والديكور
تُصوِّر العديد من الأسقف في قاعات الاستقبال والأجنحة الرئيسية المواضيع والأشياء التي كان لويس الرابع عشر يُحبها، والأشياء التي تتواجد في قصر فرساي.

## روابط خارجية
- الموقع الرسمي